# Pogonornis
Pogonornis – rodzaj ptaków z podrodziny wąsali (Lybiinae) w rodzinie tukanowatych (Ramphastidae).

## Zasięg występowania
Rodzaj obejmuje gatunki występujące w Afryce.

## Morfologia
Długość ciała 19–27 cm; masa ciała 40–108 g.

## Systematyka

### Etymologia
- Pogonornis: gr. πωγων pōgōn, πωγωνος pōgōnos „broda”; ορνις ornis, ορνιθος ornithos „ptak”[12].
- Pogonias: gr. πωγωνιας pōgōnias „brodaty”, od πωγων pōgōn, πωγωνος pōgōnos „broda”[12]. Gatunek typowy: Bucco dubius J.F. Gmelin, 1788; młodszy homonim Pogonias Lacépède, 1802 (Actinopterygii).
- Pogonorhynchus: gr. πωγων pōgōn, πωγωνος pōgōnos „broda”; ῥυγχος rhunkhos „dziób”[12]. Gatunek typowy: Bucco dubius J.F. Gmelin, 1788.
- Laimodon: gr. intensywny przedrostek λαι- lai- (por. λαιμος laimos „gardło”); οδων odōn, οδοντος odontos „ząb”[12]. Nowa nazwa dla Pogonias Illiger, 1811.
- Aleator: łac. aleator, aleatoris „gracz w kości” (tj. cętkowany, naznaczony kostką), od alea „gra w kości”[12]. Nowa nazwa dla Pogonias Illiger, 1811.
- Pogonoramphus: gr. πωγων pōgōn, πωγωνος pōgōnos „broda”; ῥαμφος rhamphos „dziób”[12]. Gatunek typowy: Bucco dubius J.F. Gmelin, 1788.
- Erythrobucco: gr. ερυθρος eruthros „czerwony”; nowołac. bucco „wąsal, brodacz, drzym”, od łac. bucca „wydęty policzek”[12]. Gatunek typowy: Pogonias rolleti Defilippi, 1853.
- Melanobucco:  łac. melas, melanos „czarny”, od gr. μελας melas, μελανος melanos „czarny”; rodzaj Bucco Temminck, 1820[a] (pstrogłów)[12]. Gatunek typowy: Bucco bidentatus Shaw, 1799.
- Apatelornis: gr. απατηλος apatēlos „przebiegły, podstępny”, od απαταω apataō „oszukać”, od απατη apatē „podstęp”; ορνις ornis, ορνιθος ornithos „ptak”[12]. Gatunek typowy: Apatelornis wachei Reichenow, 1926 (= Bucco dubius J.F. Gmelin, 1788).
- Eolybius: gr. εως eōs lub ηως ēōs „świt” (w aluzji do czerwonej głowy); rodzaj Lybius Hermann, 1783. Gatunek typowy: Pogonias (Laimodon) melanopterus Peters, 1854.

### Podział systematyczny
Takson wyodrębniony z Lybius. Do rodzaju należą następujące gatunki:
- Pogonornis melanopterus (W. Peters, 1854) – wąsal czerwonogłowy
- Pogonornis minor (Cuvier, 1816) – wąsal płomiennobrzuchy
- Pogonornis bidentatus (Shaw, 1799) – wąsal szkarłatny
- Pogonornis dubius (J.F. Gmelin, 1788) – wąsal żółtooki
- Pogonornis rolleti (De Filippi, 1853) – wąsal niebieskooki